# Mesogona oxalina
Mesogona oxalina este o molie palearctică din familia Noctuidae. Anvergura aripilor 37-38 mm. Aripile anterioare brune-gri, mai întunecate la mijloc. Liniile transversale albicioase și apropiate între ele la marginea internă. Linia ondulată neclară, cu pete mici întunecate. Semnele tivite cu alb. Adulții zboară în august și septembrie. Larva se hrănește pe anin (Alnus), plop (Populus), salcie (Salix).
Este răspândită în regiunea palearctică: Austria, Belarus, Belgia, Bulgaria, Republica Cehă, Danemarca, Estonia, Finlanda, Franța, Germania, Grecia, Ungaria, Italia, Letonia, Liechtenstein, Lituania, Republica Moldova, Norvegia, Polonia, România, Rusia, Slovacia, Spania, Suedia, Elveția, Olanda, Ucraina.
În România trăiește în zona colinară și subcarpatică.